# Aleksander Rozenfeld
Aleksander Rozenfeld (ur. 30 czerwca 1941 w Tambowie, zm. 3 marca 2023) – polski poeta i dziennikarz żydowskiego pochodzenia, publicysta Gazety Polskiej.
Urodził się w Tambowie w Związku Radzieckim, gdzie podczas II wojny światowej przebywali jego rodzice Adam i Elżbieta z domu Nissenbaum. Wiele lat mieszkał, tworzył i pracował w Lublinie. W latach 1980–1981 był pracownikiem NSZZ „Solidarność”. W latach 1982–1987 przebywał na emigracji z własnego wyboru. Zamieszkał w Izraelu, skąd wrócił do Polski przez Rzym / Watykan. Ocenił, że nie dla niego Izrael, bo za dużo w nim wyznawców judaizmu, czuł się tam nieswojo, bo jego językiem był polski. W Europie Zachodniej oczekiwał na przywrócenie obywatelstwa polskiego. Po powrocie zamieszkał w Złotowie w Wielkopolsce.
W latach 1996–2001 pracował jako doradca w Kancelarii Prezydenta RP. Wydał m.in. tomik poezji Wiersze na koniec wieku, Poemat o mieście Złotowie i trochę innych wierszy, Bzyk – wiersze nie dla dzieci, Szmoncesy oraz Opowieści lasku żydowskiego. 1 lipca 2001 roku ochrzcił się w archikatedrze Wniebowzięcia Najświętszej Maryi Panny w Gnieźnie, miejscu koronacji wielu królów Polski. Przyjaźnił się z zakonnikiem Janem Górą. Od 2009 roku mieszkał w Katowicach.